# Fayoumique
Le fayoumique, fayyoumique, bachmourique, bashmourique ou crocodilopolique, est un dialecte de la langue copte.
Il était parlé principalement dans le Fayyoum, le long de la vallée du Nil, principalement sur la rive ouest. Il est attesté du IIIe siècle au Xe siècle.
Le fayoumique est resté langue littéraire jusqu'au XIe siècle.
Parmi les sous-dialectes ou parlers du fayoumique ont existé le fayoumique méridional ou fayoumique du Sud, et l'achmounique.

## Étymologie et dénominations
Ce dialecte a été nommé de diverses manières : fayoumique ou fayyoumique (du copte ⲫⲓⲁⲙ Phiam ou ⲫⲓⲟⲙ Phiom, région du Fayoum, lui-même de l'égyptien ancien ym, « mer, lac »), bachmourique ou bashmourique (de Bachmour, Bashmour ou Bashmur, région de Basse-Égypte), crocodilopolique (en anglais crocodilopolic) de Crocodilópolis ou Krokodilopolis (en grec : Κροκοδείλων πόλις) issu des termes « crocodile » et « polis » (ville), toponyme d'une ancienne cité localisée près de Fayoum.

## Sous-dialectes/parlers
- Le fayoumique méridional ou fayoumique du Sud, également appelé dialecte V, était parlé autour des villes modernes de Beni Suef et Bush (Bouch, ancien nom de Nasser) et se distingue du fayoumique central par l'absence de lambdacisme.
- L'achmounique ou ashmouninique, également appelé hermopolique ou dialecte H, était parlé autour de la ville de Shmun (Shmoun, Chmoun) et partage des caractéristiques du fayoumique méridional telles que la gémination des voyelles et l'absence de lambdacisme.

## Phonologie
Il est surtout remarquable pour l'écriture ⲗ (qui correspond à /l/), là où d'autres dialectes utilisent généralement ⲣ /r/ (correspondant probablement à un rabat [ɾ]). Dans les premiers stades de l'égyptien, les liquides n'étaient pas distingués par écrit jusqu'au Nouvel Empire, lorsque l'égyptien tardif est devenu la langue administrative. L'orthographe égyptienne tardive utilisait un graphème qui combinait les graphèmes pour /r/ et /n/ afin d'exprimer /l/. Démotique pour sa part indiquait /l/ en utilisant une variété diacritique de /r/.

### Consonnes
En fayoumique les consonnes [ɾ] et [l] sont parfois être en variation libre ou avoir des distributions différentes, une caractéristique de l'égyptien antérieur.
Ce dialecte remplace tous les r anciens de la langue par r.